# 奥尔堡-维尔
奥尔堡-维尔（法語：Horbourg-Wihr，法語發音：[ɔʁbuʁ viʁ] ⓘ）是法国上莱茵省的一个市镇，属于科尔马-里博维莱区。该市镇于1972年由原市镇奥尔堡（Horbourg）和维尔昂普莱讷（Wihr-en-Plaine）合并而成。

## 地理
奥尔堡-维尔（48°4'46"N, 7°23'40"E）面积9.42 平方千米，位于法国大東部大區上莱茵省，该省份为法国东部内陆省份，是阿尔萨斯的一部分，今与下莱茵省组成了阿尔萨斯欧洲集体，其北临下莱茵省，西接孚日省，西南接贝尔福地区省，东侧沿莱茵河与德国相望，南与瑞士接壤。
与奥尔堡-维尔接壤的市镇（或旧市镇、城区）包括：科尔马、比什维尔、昂多尔赛姆、孙多芬、波特迪里德。
奥尔堡-维尔的时区为UTC+01:00、UTC+02:00（夏令时）。

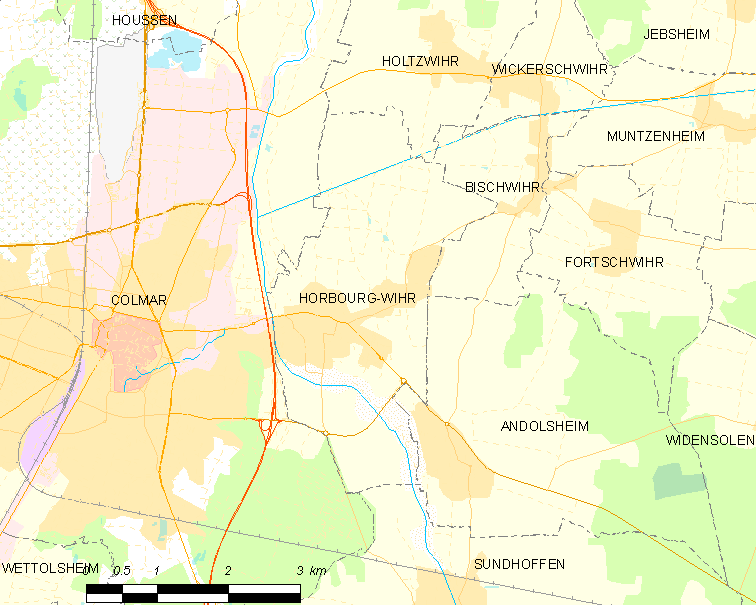
奥尔堡-维尔的OSM定位图

## 行政
奥尔堡-维尔的邮政编码为68180，INSEE市镇编码为68145。

## 政治
奥尔堡-维尔所属的省级选区为科尔马第二县。

## 人口

1962-2008年间奥尔堡-维尔人口变化图示

奥尔堡-维尔于2022年1月1日时的人口数量为6247人。